# Зіткнення під Золочевом
3 травня 1985 року в небі поблизу міста Золочева, Львівської області, сталося лобове зіткнення двох літаків: пасажирського Ту-134А, що виконував рейс Таллінн—Львів—Кишинів, і військово-транспортного Ан-26, що летів зі Львова в Москву. В результаті зіткнення загинули всі 94 особи в обох літаках.

## Опис

### Попередні обставини
О 10:38 з Таллінського аеропорту вилетів Ту-134А з бортовим номером СССР-65856 (заводський — 23253) авіакомпанії Аерофлот (Естонське УГА). Літак виконував внутрішній рейс № 8381 Таллінн-Кишинів з проміжною посадкою у Львові. Екіпаж складався з 9 осіб:
- КПС-інструктор Дмитрієв М. І. — Герой Соціалістичної Праці, льотчик 1-го класу
- КПС-стажист Дякін В. Н.
- штурман Дикуха О. Б.
- бортмеханік Потапов В. А.
- бортпровідники Сергєєва С. В. та Кучинська Ю. С.

У салоні перебували 73 пасажири: 65 дорослих та 8 дітей. Серед відомих пасажирів, на ньому летіли видатний український художник-графік «львівський Дюрер» Олександр Аксінін і перспективний молодий естонський спортсмен (настільний теніс) Аларіх Ліндмее (ест. Alari Lindmäe).
О 12 годині дня Ту-134А був на підльоті до Львова, коли о 12:02 із Львівського аеропорту вилетів військово-транспортний Ан-26, який належав 243-му ЗСАп ВПС і прямував до Москви. Його екіпаж складався з 6 осіб:
- КК підполковник Шишковський
- ПКК лейтенант Биковський В. В. — син космонавта Валерія Биковського
- штурман Коломієць В. В.
- борттехніки Шаповалов В. І. та Корейба Р. С.
- бортрадист Л. В. Бубанов

У салоні Ан-26 летіло вище керівництво Військово-Повітряних Сил Прикарпатського військового округу, включаючи командувача генерал-майора авіації Є. І. Крапівіна, члена військової ради округу генерал-майора В. М. Доценка, начальника штабу ВПС ПрикВО С. А. Волкова та інших воєначальників. Також на літаку летіли обидва сини Крапівіна — Олександр і Андрій, а також Наталія Громова — дружина майбутнього командувача 40-ю армією Бориса Громова. Загалом на борту Ан-26, включаючи 6 членів екіпажу, перебували 15 осіб.

### Зіткнення
У той день над Львовом погода була хмарною, з верхньою межею 5-6 км. О 12:05:45 з Львівським РЦ УВС вийшов на зв'язок рейс 8381 (Ту-134) і доповів про входження в зону на ешелоні 7800 м. На східному секторі в той день диспетчером був Шевченко В. В. Він передав екіпажу віддалення від Львівського аеропорту 122 км з азимутом 45° і дозволив зниження до ешелону 4200 м на ОПРС Золочів. Однак через кілька хвилин о 12:08:32 Шевченко зв'язався з Ту-134 і скасував своє розпорядження спускатись до 4200 м, дозволивши спуститися лише до 4800, бо на висоті 4500 м в цей час прямував Ан-24 зустрічним курсом на ОПРС Дедеркали. Після того як Ту-134 зайняв ешелон 4800 м і доповів про це диспетчеру, той дозволив лайнеру спуск до ешелону 4200 м, оскільки зустрічний борт до того моменту вже перетнув курс. При цьому Шевченко також попередив екіпаж Ту-134 про зустрічний літак на ешелоні 3900 м.
Цим зустрічним літаком був військово-транспортний Ан-26. О 12:05:22 його екіпаж вийшов на зв'язок з ДПП Львівського аеропорту і доповів про заняття висоти 1800 м. Диспетчер підходу Савчук П. А. дозволив військовому літаку зайняти висоту 4500 м, але о 12:06:13 дав вказівку Ан-26 підніматися лише до 3900 м через наявність зустрічного літака. О 12:11:58 екіпаж військового літака вийшов на зв'язок з ДПП і доповів про заняття ешелону 3900 м. І тут Савчук, орієнтуючись по оглядовому радіолокатору, переплутав відмітку Ан-26 з відміткою Ан-24, що йшов попереду (з ним Ту-134 вже розминувся), тому доповів екіпажу про віддалення від аеропорту 65 кілометрів (насправді воно було 56 кілометрів) і передав його диспетчеру східного сектора.
О 12:12:18 Ту-134А вийшов на зв'язок з диспетчером Шевченко і доповів про заняття висоти 4200 м. Шевченко велів пасажирському борту переходити на зв'язок з підходом (Савчук). О 12:12:28 з цим диспетчером вийшов уже переданий йому Ан-26, який доповів про проходження Золочева та запросив підйом до висоти 5700. Шевченко передав військовому літаку, що той летить за азимутом 86° і на відстані 60 кілометрів від аеропорту, а також що на 4200 м летить Ту-134А, до якого 10 кілометрів, тому запит на підйом поки відхилений. Екіпаж Ан-26 підтвердив отриману інформацію, при цьому не звернувши увагу на те, що лише пів хвилини тому диспетчер підходу називав їм віддалення 65 кілометрів.
Майже одночасно, о 12:12:30 екіпаж Ту-134 вийшов на зв'язок з диспетчером підходу Савчуком, який передав йому, що той летить за азимутом 85° і на відстані 65 кілометрів, після чого дав вказівку знижуватися до 3600 м до четвертого розвороту з МКпос=312° для заходу на посадку. Екіпаж підтвердив отриману інформацію і приступив до зниження. Шевченко, який слухав їхні переговори, намагався попередити Савчука про неприпустимість зниження Ту-134 через наявність зустрічного Ан-26, але ні Савчук, ні керівник польотів Квашнін О. А. своєчасних заходів не вжили. О 12:13 екіпажі Ту-134 і Ан-26 через розриви в хмарах побачили один одного і різко відвернули вправо. Але через малу відстань, о 12:13:26 літаки зіткнулися лівими площинами (Ту-134 — правий нахил 45°, Ан-26 — правий нахил 14°). Руйнуючись у повітрі, Ту-134 та Ан-26 впали на землю й вибухнули. Всі 94 пасажири (79 у Ту-134 і 15 в Ан-26) загинули.

### Записи переговорів
| Час      |        | |
| -------- | ------ | --- |
| 12:01:21 | Ан-26  | Старт, 26492, до зльоту готовий                                                                                                |
|          | Д      | 492, зліт дозволяю |
| 12:02:42 | Ан-26  | Львів, коло, 26492 після зльоту курс Калинівка, [ешелон] 1500 [метрів], 1800 [метрів]                                          |
|          | Д      | 26492-й Львів коло, на Золочів займайте 1800, перетин 1500 доповідайте                                                         |
|          | Ан-26  | Вас зрозумів, на Золочів 1500                                                                                                  |
|          | Д      | 492, за даними метео в хмарах помірне зледеніння                                                                               |
|          | Ан-26  | Вас зрозумів |
| 12:04:51 | Ан-26  | 26492, 1500 перетнули |
|          | Д      | 492, працюйте з підходом 126,0                                                                                                 |
|          | Ан-26  | Зрозумів |
| 12:05:22 | Ан-26  | Львів підхід 26492, 1800, до Золочева встигаю 4500 о 14-й хвилині [12:14]                                                      |
|          | Д      | 26492, на Золочів 4500 дозволяю, проліт доповісти                                                                              |
|          | Ан-26  | 4500 доповім |
| 12:05:45 | Ту-134 | Львів, [борт] 65856 7800 зайняв на Золочів                                                                                     |
|          | Д      | 65856, Львів контроль, азимут 45, віддалення 122 км на Золочів займайте [ешелон] 4200                                          |
|          | Ту-134 | 856, Золочів 4200 |
| 12:06:13 | Д      | 492 |
|          | Ан-26  | Слухаю |
|          | Д      | 492, 3900 доповідайте, зустрічний буде в районі Золочева на чотири п'ять… двісті                                               |
|          | Ан-26  | вас зрозумів, 3900 доповімо |
| 12:07:24 | Д      | 492, де у вас посадка? |
|          | Ан-26  | На Містку |
|          | Д      | Зрозумів |
|          | Ан-26  | Москва |
| 12:08:32 | Д      | 865, 4800 поки доповідайте |
|          | Ту-134 | 856, 4800 |
|          | Д      | 856, для інформації, зустрічний Ан-24 пройшов курсом на Дедеркали займає 4500                                                  |
|          | Ту-134 | 856, зрозумів |
| 12:11:09 | Ту-134 | 856, 4800, 25 до Золочева |
|          | Д      | 856, продовжуйте зниження [до] 4200, борт перетнув вам курс, пішов вліво, в районі Золочева буде зустрічний на чотири… на 3900 |
|          | Ту-134 | 856, 4200 |
| 12:11:58 | Д      | 492 |
|          | Ан-26  | 3900 зайняв 492 |
|          | Д      | 492, віддалення 65, з контролем на 125,5                                                                                       |
|          | Ан-26  | Вас зрозумів |
| 12:12:18 | Ту-134 | 856, 4200 |
|          | Д      | 856-му, з підходом 126 нуль [126,0]                                                                                            |
|          | Ту-134 | Кінець |
| 12:12:28 | Ан-26  | Львів контроль, 26492 |
|          | Д      | 26492 Львів контроль |
|          | Ан-26  | 492, добрий день, сіющо означає?[уточнити (коментар не вказано)] 3900 проходимо Золочів, Шепетівка о 36-й хвилині, прошу 5700  |
|          | Д      | 492, азимут 86, віддалення 60 км поки 3900, зустрічний Ту-134 4200, між вами 10                                                |
|          | Ан-26  | Вас зрозумів, 3900 зберігаю |
| 12:12:30 | Ту-134 | Львів підхід 65856 |
|          | Д      | 65856, Львів підхід |
|          | Ту-134 | Золочів |
|          | Д      | 856, віддалення 65, азимут 85, посадковий 312 до 4-го займайте поки 3600                                                       |
|          | Ту-134 | 65856, займаю 3600 в район 4-го                                                                                                |
| 12:13:26 |        | Зіткнення |

## Розслідування
Комісія встановила, що екіпажі обох літаків мали достатньо високий рівень підготовки, що дозволяв їм виконувати польоти в цих умовах, а тому не були причиною авіаційної події. Радіотехнічні засоби забезпечення польотів Львівського РЦ УВС (трасовий локатор ТРЛ-139, вторинний локатор «Корінь-АС» і оглядовий аеродромний локатор ДРЛ-7СМ) були працездатні. Тому обвинуваченими стали розглядатися диспетчери. В результаті розслідування комісія встановила, що керівник польотів Олександр Квашнін допустив наступні порушення:
- відпустив з робочого місця диспетчера радіолокаційного контролю ДПП і, не забезпечивши перебування на цьому робочому місці старшого диспетчера, дозволив диспетчеру ДПП зайняти це робоче місце;
- за особистої присутності на ДПП та за наявності грубих помилок в роботі підлеглого диспетчера ДПП не вжив заходів до забезпечення безпеки польотів.

При цьому, диспетчер ДПП Савчук допустив наступні порушення:
- при занятті літаком Ан-26 висоти 3900 м і підході до рубежу передачі східного сектора РЦ, використовуючи засоби контролю радіолокації, неправильно визначив фактичне віддалення літака і передав управління ним суміжному диспетчеру;
- при прийомі УВС літаком Ту-134, попри наявність зустрічного літака, що перебував за 10 км по курсу прямування, не інформував екіпаж Ту-134 про сформовану повітряну ситуацію;
- при видачі дозволу на зниження екіпажу Ту-134 не уточнив повітряну ситуацію та взаємне положення Ту-134 та Ан-26, не вів постійного радіолокаційного контролю за повітряним рухом і не забезпечив встановлених інтервалів ешелонування при розходженні ПС.

Сам Савчук раніше працював пілотом, але був списаний на пенсію після досягнення 48 років і у зв'язку з цим вступив в Ульяновський навчальний центр, де перевчився на диспетчера, а після двомісячних курсів у вересні 1984 року був допущений до самостійної роботи. За підсумками розслідування, його кваліфікація і досвід практичної роботи були визнані незадовільними.